# Aue-Fallstein
Aue-Fallstein est une municipalité d'Allemagne qui a existé de 2003 à 2009 et qui était située dans le district de Harz en Saxe-Anhalt,.
Depuis le 1er janvier 2010, Aue-Fallstein fait partie de la ville d'Osterwieck.

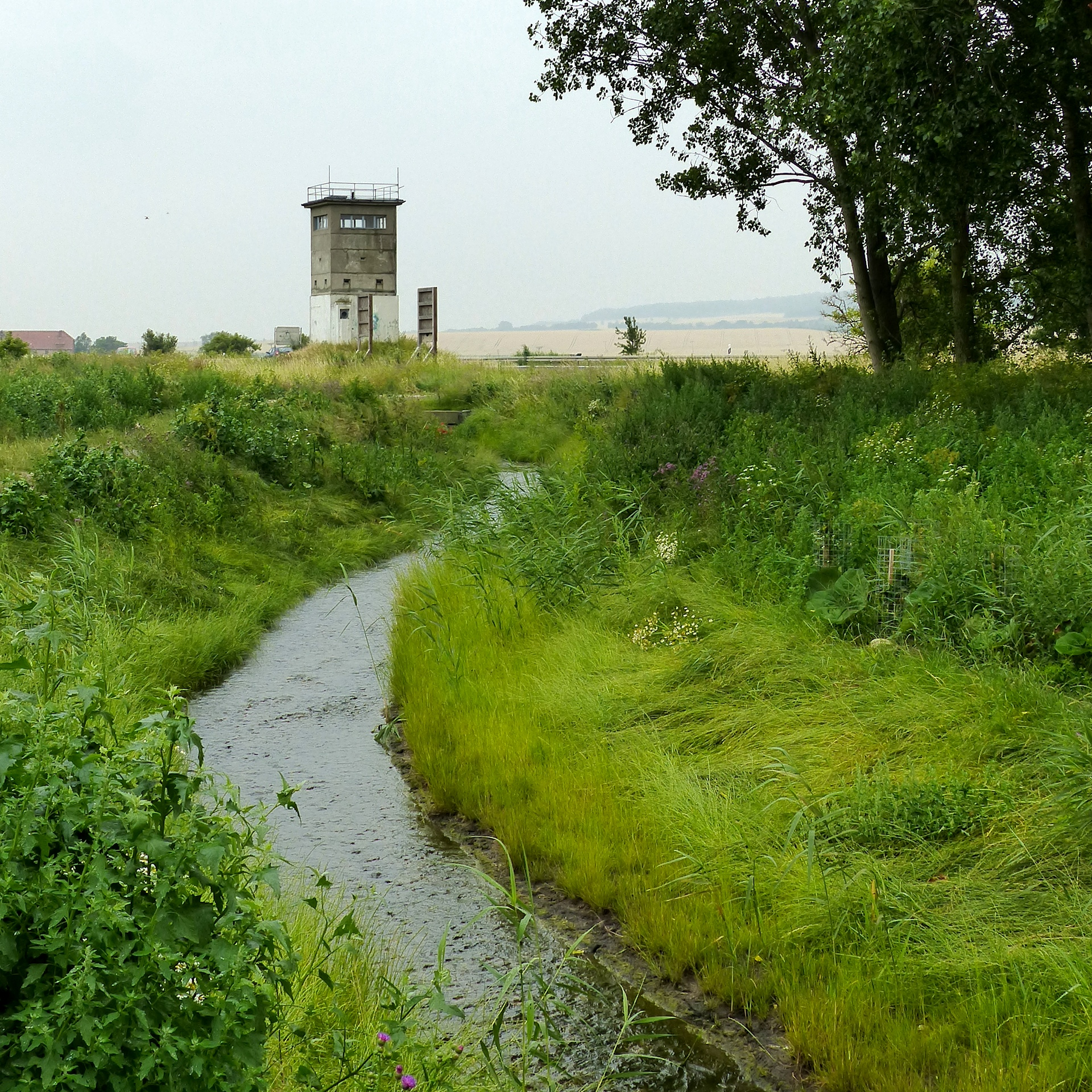
L'ancienne frontière.

## Données géographiques
Au 31 décembre 2008, 5 095 habitants habitaient la commune qui couvrait une superficie de 118,41 km2.
La ville est jumelée avec la commune Française de Lisses (Essonne).